# Tagliacozzo
Tagliacozzo é uma comuna italiana da região dos Abruzos, província de Áquila, com cerca de 6 464 habitantes. Estende-se por uma área de 89 km², tendo uma densidade populacional de 73 hab/km². Faz fronteira com Capistrello, Cappadocia, Carsoli, Castellafiume, Magliano de' Marsi, Pereto, Sante Marie, Scurcola Marsicana.
Pertence à rede das Aldeias mais bonitas de Itália.

## Demografia
| Variação demográfica do município entre 1861 e 2011                               |
|                                                                                   |
| Fonte: Istituto Nazionale di Statistica (ISTAT) - Elaboração gráfica da Wikipedia |